# 罗克皮讷
罗克皮讷（法語：Roquepine，法語發音：[ʁɔkpin]）是法国热尔省的一个市镇，位于该省北部，属于孔东区。

## 地理
罗克皮讷（43°54'41"N, 0°28'5"E）面积3.77 平方千米，位于法国奧克西塔尼大區热尔省，该省份为法国西南部内陆省份，北起顺时针与洛特-加龙省、塔恩-加龙省、上加龙省、上比利牛斯省、大西洋比利牛斯省和朗德省接壤。
与罗克皮讷接壤的市镇（或旧市镇、城区）包括：布拉济耶尔、马斯多维尼翁、圣奥朗斯-小普伊。

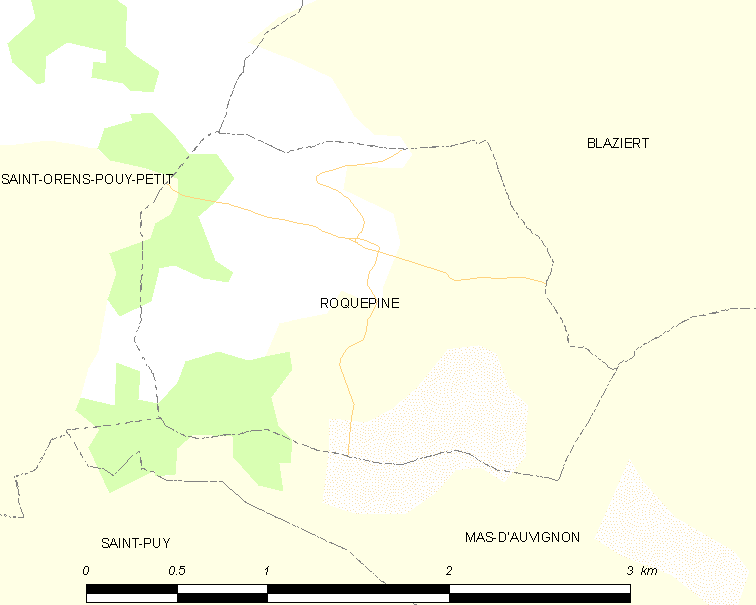
罗克皮讷的OSM定位图

罗克皮讷的时区为UTC+01:00、UTC+02:00（夏令时）。

## 行政
罗克皮讷的邮政编码为32100，INSEE市镇编码为32350。

## 政治
罗克皮讷所属的省级选区为巴伊斯-阿马尼亚克县。

## 人口

1962-2008年间罗克皮讷人口变化图示

罗克皮讷于2022年1月1日时的人口数量为36人。